# Mariensäule (Bozen)

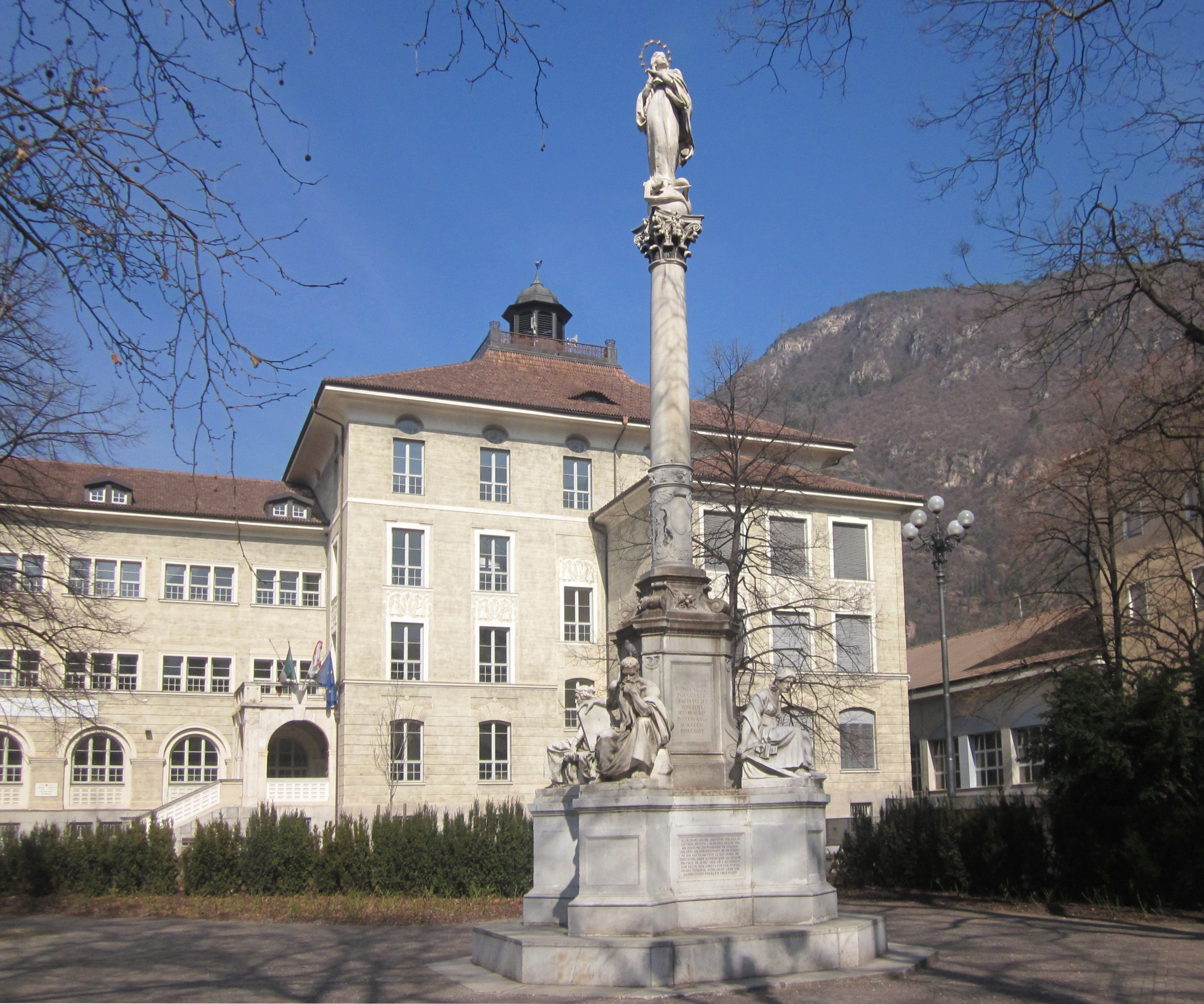
Mariensäule mit Goetheschule im Hintergrund

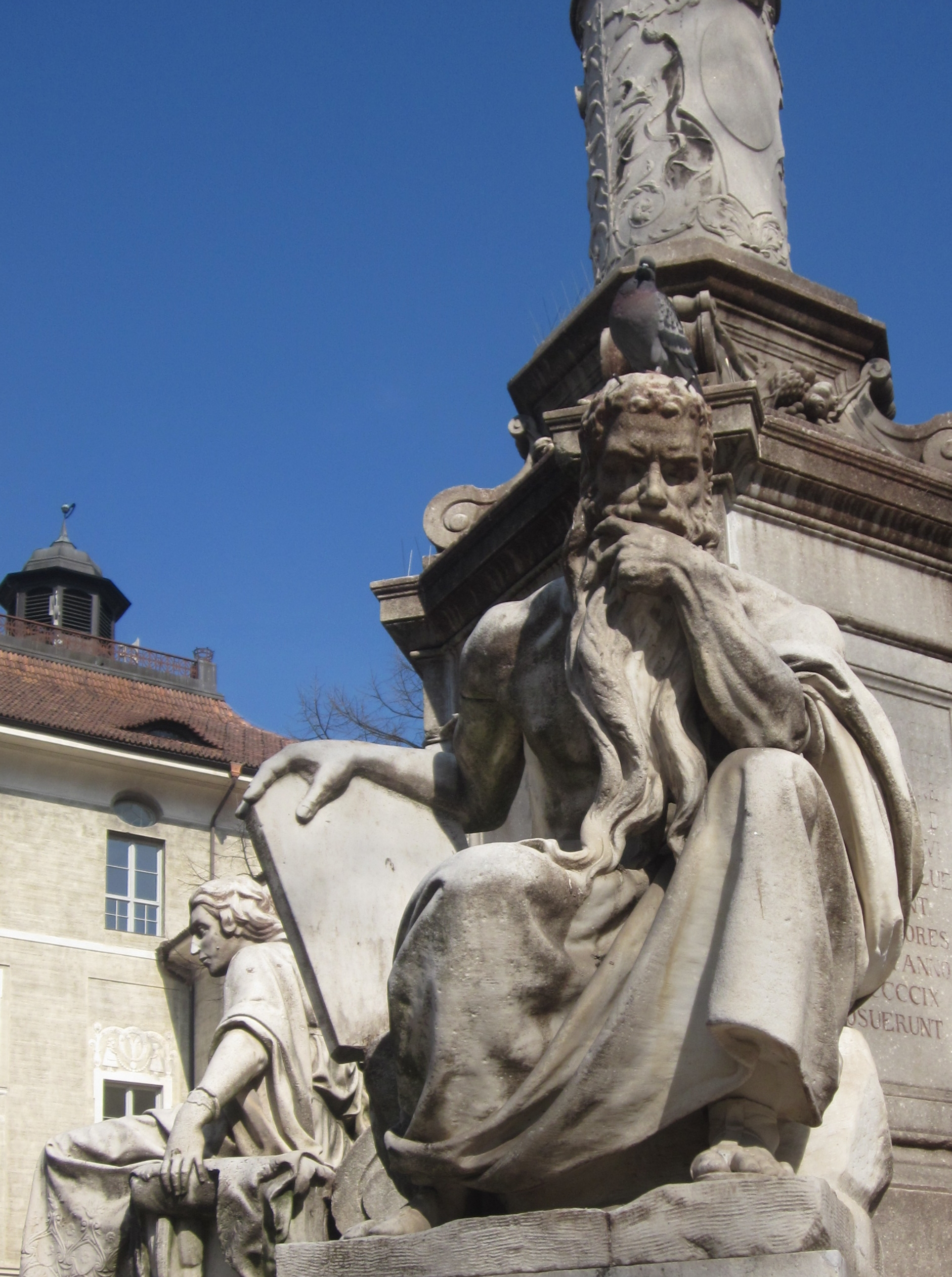
Moses an der Mariensäule

Die Mariensäule ist ein Denkmal in Bozen vom Bildhauer Andreas Kompatscher. Sie befindet sich in dem vor der Goetheschule befindlichen Marienpark.
Die Mariensäule wurde 1909 aufgestellt in Erinnerung an die Choleraepidemie, die 1836 die Bozner Bevölkerung dezimierte; laut Inschrift seien von 1191 an der „asiatischen Cholera“ erkrankten Personen 216 verstorben. Es handelt sich um eine Säule mit korinthischem Kapitell. Darauf die Statue der Muttergottes.
Rund um die Mariensäule sind verschiedene biblische Figuren angeordnet, wie der Prophet Mose mit den Gesetzestafeln.
Die Mariensäule wurde 2009 unter Denkmalschutz gestellt und 2019 einer umfassenden Restaurierung unterzogen.